# Deltebre
|  | Per a altres significats, vegeu «Deltebre I». |

Deltebre és un municipi de la comarca del Baix Ebre. Situat a l'hemidelta esquerre, és el municipi més extens del Delta de l'Ebre, amb 107 km², i el més proper a la desembocadura. Les illes de Gràcia i de Sant Antoni formen part del terme municipal, així com el nucli de Riumar. Dins dels límits del seu terme municipal, hi ha tres espais d'interès natural: la punta del Fangar —amb lo port i la platja homònims—, la llacuna del Canal Vell i el Garxal. A Deltebre hi ha l'Ecomuseu del Parc Natural del Delta de l'Ebre.
L'origen del nom del municipi es remunta sobre la dècada del 1940, quan el professor Joan Barceló Obrador va suggerir el nom Deltebro.

## Geografia
- Llista de topònims de Deltebre (Muntanyes, serres, collades, indrets, rius, fonts, cases, masies, esglésies, etc).

## Història
Els orígens sobre com es formen els nuclis de Jesús i Maria i de la Cava són encara incerts. Les primeres notícies sobre l'ocupació del territori que avui configura el municipi de Deltebre es remunten a la conquesta cristiana dirigida per Tortosa a mitjan segle xii. El Delta passa a ser «territori d'ús i profit» dels veïns de Tortosa i suposa una font de riquesa pels recursos que ofereix: sal marina, peix, pastures, sosa, regalèssia, blat, etc.
Un fet determinant per a la configuració de l'actual població de Deltebre fou el canvi en el curs del riu en direcció a la gola de Migjorn, que va tenir lloc al segle xvii, quan el riu abandonà els meandres que el portaven a desembocar per la Marquesa i Goleró (Riet Saida i Riet Fondo) i passà a desembocar en línia recta com ho fa en l'actualitat. Aquest canvi d'orientació del curs del riu possiblement va ser propiciat per la construcció d'una séquia o “cava” que s'hauria fet entre el revolt que feia el riu enmig de l'actual nucli urbà de Deltebre i unes basses que hi havia a la part baixa, entre el poble i la Catxa. Tenint en compte això, el topònim de la Cava tindria el seu origen en aquesta séquia.
Tenim constància de l'existència de diversos nuclis de població que convivien de forma aïllada al Galatxo, al Racó de Bomba o al Pregó. La variació en el curs del riu els obligà a desplaçar-se a llocs en més recursos com al costat de dalt de la vora del riu (Hortets) o a la part de baix, al costat de l'antiga cava. La gent anirà progressivament apropant-se, cultivant i edificant al mig de l'antic meandre. Al segle xix els nous nuclis de població tenien prou importància perquè l'any 1818 el Bisbat de Tortosa fes construir l'església de Sant Miquel i, poc després, el cementiri.
El canvi més transcendent per a les partides de La Cava i Jesús i Maria es produeix amb la construcció dels dos canals, sobretot amb el de l'esquerra l'any 1912: el conreu de l'arròs esdevindrà el principal recurs econòmic i es produirà un creixement demogràfic dels pobles de la part esquerra del Delta. El desenvolupament d'aquest conreu es va veure reforçat al municipi per la fundació, l'any 1955, de la Cambra Arrossera de La Cava i, uns anys més tard, la Cooperativa Arrossera de Jesús i Maria.
La manca i mal estat dels camins i carreteres durant anys va fer que la via més important de comunicació fos el riu, els llaüts per al transport de mercaderies i el vaporet per passatgers. La veritable revolució en el transport arribà amb la inauguració del Carrilet l'any 1927, entre Tortosa i la Cava i Jesús i Maria, conegut com lo Carrilet de la Cava, que suposà l'obertura de la població cap a l'exterior, i que va funcionar fins al 1967. Amb la millora de les carreteres aquests mitjans de comunicació van anar desapareixent.
Deltebre es va constituir a partir de l'agregació de les pedanies de Jesús i Maria i la Cava, que es van segregar del municipi de Tortosa el 20 de maig de 1977. A nivell administratiu i de serveis municipals les dues poblacions se consideraven abandonades fet que provocà el primer intent de segregació de la Cava ja el 1930. Després d'anys de lluita, la segregació del municipi de Tortosa va comportar un canvi importantíssim en la dotació dels serveis i infraestructures necessàries per al desenvolupament municipal.
Passats molts anys i des del 30 de setembre de 2010 es pot travessar el riu entre aquesta població i Sant Jaume d'Enveja gràcies al pont lo Passador, que s'anomena així en honor de la figura del patró de les barcasses que, fins a la seua inauguració, permetien lo pas del riu entre les dues poblacions.

## L'emblema de Deltebre

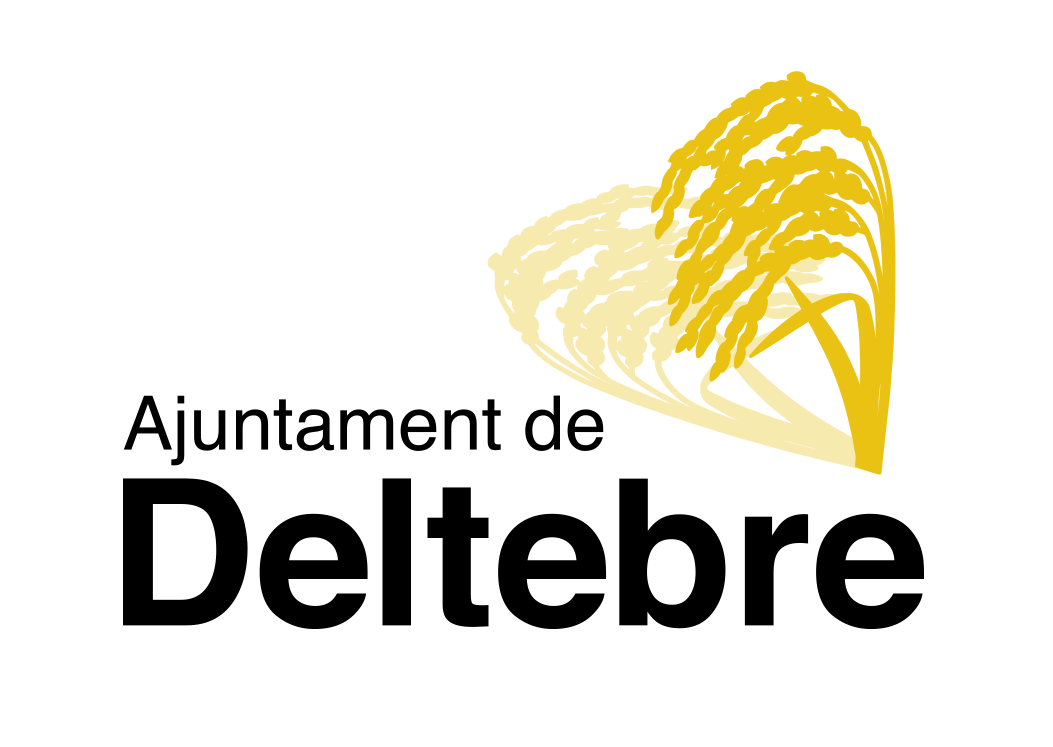
Emblema de l'Ajuntament de Deltebre (2015).

Jove, però amb una llarga tradició, Deltebre és un municipi amb un caràcter i una personalitat que ha de plasmar en tots aquells símbols que el puguin identificar davant del món. Tenint en compte aquesta importància identitària, en el marc del procés global de renovació de la seva identitat visual, l'ens actualitza i oficialitza els seus símbols municipals, l'escut i la bandera, entre els quals també vol comptar amb l'adopció d'un emblema com a marca corporativa.
Aquest símbol va ser creat a partir de la modificació de la figura vegetal integrada a l'escut oficial del municipi de Deltebre: dos rams d'espigues d'arròs d'or, on el ram inclinat representa el reflex de l'arròs a l'aigua, formen un cor decantat que simbolitza la ubicació central del municipi al Delta de l'Ebre. A la part inferior del conjunt figura el nom de l'ens “Ajuntament de Deltebre”, escrit horitzontalment, en minúscules, de color negre i disposat en dos nivells de lectura. Tot el conjunt queda integrat en una estructura de proporcions de dos d'alçada per tres de llargària.

## Demografia
| 1920 | 1930 | 1940 | 1950 | 1960 | 1970 | 1981  | 1990   | 1992   | 1994   |
| ---- | ---- | ---- | ---- | ---- | ---- | ----- | ------ | ------ | ------ |
| -    | -    | -    | -    | -    | -    | 9.728 | 10.224 | 10.171 | 10.171 |

| 1996   | 1998   | 2000   | 2002   | 2004   | 2006   | 2008   | 2010   | 2012   | 2014   |
| ------ | ------ | ------ | ------ | ------ | ------ | ------ | ------ | ------ | ------ |
| 10.157 | 10.164 | 10.250 | 10.541 | 10.757 | 10.811 | 11.445 | 12.098 | 12.316 | 11.831 |

| 2016   | 2018   | 2020   | 2022   | 2024   | 2026 | 2028 | 2030 | 2032 | 2034 |
| ------ | ------ | ------ | ------ | ------ | ---- | ---- | ---- | ---- | ---- |
| 11.544 | 11.505 | 11.578 | 11.656 | 11.951 | -    | -    | -    | -    | -    |

## Administració
| Període     | Alcalde o alcaldessa                             | Partit polític            | Data de possessió | Observacions |
| ----------- | ------------------------------------------------ | ------------------------- | ----------------- | ------------ |
| 1979–1983   | Jesús Pérez Casanova                             | PSC                       | 19/04/1979        | --           |
| 1983–1987   | Jesús Pérez Casanova                             | Independent               | 28/05/1983        | --           |
| 1987–1991   | Pedro Arques Royo                                | Independent               | 30/06/1987        | --           |
| 1991–1995   | Agustí Castells Casanova                         | CIU                       | 15/06/1991        | --           |
| 1995–1999   | Joan Bertomeu i Bertomeu                         | PP                        | 17/06/1995        | --           |
| 1999–2003   | Jordi Casanova Giner / Immaculada Juan Franch    | PSC i CIU                 | 03/07/1999        | --           |
| 2003–2007   | Inmaculada Juan Franch / Jordi Casanova Giner    | CIU i PSC                 | 14/06/2003        | --           |
| 2007–2011   | Gervasi Aspa Casanova                            | ERC-AM                    | 16/06/2007        | --           |
| 2011–2015   | Gervasi Aspa Casanova / José Emilio Bertomeu Rio | ERC-AM i PSC              | 11/06/2011        | --           |
| 2015–2019   | Lluís Soler i Panisello                          | CIU                       | 13/06/2015        | --           |
| 2019-2023   | Lluís Soler i Panisello                          | Enlairem Deltebre (Junts) | 15/06/2019        | --           |
| Des de 2023 | Lluís Soler i Panisello                          | Enlairem Deltebre (Junts) | 17/06/2023        | --           |

## Política

### Composició de la Corporació Municipal
El Ple de l'Ajuntament de Deltebre està format per 17 regidors. En les eleccions municipals de 2023 Enlairem Deltebre - Compromís Municipal (CM), marca municipal de Junts per Catalunya i amb Lluís Soler i Panisello com a cap de llista, va obtenir 12 regidors i el 64.53% dels vots. Esquerra Republicana de Catalunya - Acord Municipal (ERC-AM), amb Joan Alginet i Aliau de cap de llista, va obtenir 5 regidors i el 29.38% dels vots. El Partit dels Socialistes de Catalunya - Candidatura de Progrés (PSC-CP), amb Héctor Javier Bes Ruiz de Erenchun de cap de llista, no va obtenir cap regidor i va assolir el 4.55% dels vots. També es van comptabilitzar un 1.51% de vots en blanc i un 1.97% de vots nuls. El total de vots comptabilitzats va ser de 5.974, que representa una participació del 66.71%.
| Candidatura | Candidatura                                                          | Cap de llista                      | Vots  | Regidors | % vots |
| ----------- | -------------------------------------------------------------------- | ---------------------------------- | ----- | -------- | ------ |
|             | Enlairem Deltebre Compromís Municipal (CM)                           | Lluís Soler i Panisello            | 3.779 | 12       | 64.53% |
|             | Esquerra Republicana De Catalunya Acord Municipal (ERC-AM)           | Joan Alginet i Aliau               | 1.721 | 5        | 29.38% |
|             | Partit dels Socialistes de Catalunya Candidatura de Progrés (PSC-CP) | Héctor Javier Bes Ruiz de Erenchun | 267   | 0        | 4.55%  |
|             | Vots en blanc                                                        |                                    | 89    |          | 1.51%  |
|             | Vots nuls                                                            |                                    | 118   |          | 1.97%  |
| Total       | Total                                                                | 5.974                              | 5.974 | 17       | 66.71% |

Per tant, i a partir de la propera presa de possessió, Deltebre es trobarà sota la direcció de l'Alcalde Lluís Soler i Panisello, representant de la coalició Enlairem Deltebre - Compromís Municipal (CM). Juntament amb ell, la Corporació Municipal inclourà els regidors de la mateixa coalició: Libia Franch i Beltri, Andreu Curto i Castells, Maria Dolors (Lola) Casanova i Domingo, Eric Bertomeu i Antolin, Victoria (Vicky) Albiol i Téllez, Jordi Bertomeu i Marin, Eva Marin i Fornós, Robert Bertomeu i Callau, Rosa Casanova i Sorribes, Francisco Castro i Casanova i Carme Franch i Tomàs.
A més a més, l'Ajuntament també comptarà amb la presència de representants de la coalició Esquerra Republicana de Catalunya - Acord Municipal (ERC-AM), amb Joan Alginet i Aliau com a cap de llista, acompanyat per Dani Rajadell i Vergés, Vanessa Callau i Miñarro, Aleix Casanova i Franch i Fabiola Castaño i Llao com a regidors.

### Històric d'Eleccions Municipals a Deltebre

#### Període 2019-2023
En aquest mandat, la composició de la Corporació Municipal va tornar a canviar respecte al perídoe 2015-2019. Les eleccions municipals de 2019 van consolidar Enlairem Deltebre (Ed - Junts), amb Lluís Soler i Panisello com a cap de llista, com la força més votada, amb 11 regidors i un 56,98% dels vots. Més Deltebre - Esquerra Republicana De Catalunya - Acord Municipal (Md - Erc - Am), amb Joan Alginet i Aliau com a cap de llista, va obtenir 5 regidors i un 30,39% dels vots. Els Socialistes Per Deltebre - Candidatura De Progrés (Sd-Cp), amb Aleix Ferré Ribes com a cap de llista, va obtenir 1 regidor i un 5,43% dels vots, mentre que la CUP Deltebre - Alternativa Municipalista (CUP Deltebre-AMUNT), amb Dayana Santiago Callau com a cap de llista, i Ciutadans - Partido de la Ciudadanía (Cs), amb Encarnación Ramos Sánchez com a cap de llista, no van obtenir cap regidor.
| Candidatura | Candidatura                                                                    | Cap de llista             | Vots  | Regidors | % vots |
| ----------- | ------------------------------------------------------------------------------ | ------------------------- | ----- | -------- | ------ |
|             | Enlairem Deltebre (Ed - Junts)                                                 | Lluís Soler i Panisello   | 3.665 | 11       | 56,98% |
|             | Més Deltebre Esquerra Republicana De Catalunya Acord Municipal (Md - Erc - Am) | Joan Alginet i Aliau      | 1.955 | 5        | 30,39% |
|             | Socialistes Per Deltebre Candidatura De Progrés (Sd-Cp)                        | Aleix Ferré Ribes         | 349   | 1        | 5,43%  |
|             | CUP Deltebre Alternativa Municipalista (CUP Deltebre-AMUNT)                    | Dayana Santiago Callau    | 310   | -        | 4,82%  |
|             | Ciutadans Partido de la Ciudadanía (Cs)                                        | Encarnación Ramos Sánchez | 88    | -        | 1,37%  |
|             | Vots en blanc                                                                  |                           | 65    |          | 1,01%  |
|             | Vots nuls                                                                      |                           | 40    |          | 0,62%  |
| Total       | Total                                                                          | 6.472                     | 6.472 | 17       | 73,23% |

#### Període 2015-2019
En aquest mandat, la composició de la Corporació Municipal va canviar significativament. Les eleccions municipals de 2015 van portar a Convergència i Unió (CiU), amb Lluís Soler i Panisello com a cap de llista, a la majoria amb 8 regidors i un 41,77% dels vots. El Compromís d'Esquerres - Socialistes Per Deltebre (PSC-PM), amb José Emilio Bertomeu Río com a cap de llista, va obtenir 5 regidors i un 27,1% dels vots. Esquerra Republicana De Catalunya - Acord Municipal (Esquerra - AM), amb Gervasi Aspa Casanova de cap de llista, va obtenir 2 regidors i un 11,94% dels vots, i el Partit Popular de Catalunya (PP), amb Joan Bertomeu i Bertomeu com a cap de llista, i la Candidatura d'Unitat Popular Deltebre - Poble Actiu (CUP Deltebre), amb Dayana Santiago Callau com a cap de llista, van obtenir 1 regidor cada un.
| Candidatura | Candidatura                                                       | Cap de llista            | Vots  | Regidors | % vots |
| ----------- | ----------------------------------------------------------------- | ------------------------ | ----- | -------- | ------ |
|             | Convergència i Unió (CiU)                                         | Lluís Soler i Panisello  | 2.460 | 8        | 41,77% |
|             | Compromís d'Esquerres Socialistes Per Deltebre (PSC-PM)           | José Emilio Bertomeu Río | 1.596 | 5        | 27,1%  |
|             | Esquerra Republicana De Catalunya Acord Municipal (Esquerra - AM) | Gervasi Aspa Casanova    | 703   | 2        | 11,94% |
|             | Partit Popular de Catalunya (PP)                                  | Joan Bertomeu i Bertomeu | 517   | 1        | 8,78%  |
|             | Candidatura d'Unitat Popular Deltebre Poble Actiu (CUP Deltebre)  | Dayana Santiago Callau   | 502   | 1        | 8,52%  |
|             | Vots en blanc                                                     |                          | 90    |          | 1,51%  |
|             | Vots nuls                                                         |                          | 111   |          | 1,88%  |
| Total       | Total                                                             | 5.979                    | 5.979 | 17       | 67,43% |

#### Període 2011-2015
Les eleccions municipals de 2011 van posicionar Esquerra Republicana de Catalunya - Acord Municipal (Esquerra - AM), amb Gervasi Aspa Casanova com a cap de llista, com la força més votada, amb 7 regidors i un 38,28% dels vots. Convergència i Unió (CiU), amb Lluís Soler i Panisello com a cap de llista, va obtenir 5 regidors i un 30,21% dels vots. El Partit dels Socialistes de Catalunya - Progrés Municipal (PSC-PM), amb José Emilio Bertomeu Río com a cap de llista, va obtenir 3 regidors i un 15,8% dels vots. Finalment, el Partit Popular de Catalunya (PP), amb Joan Bertomeu i Bertomeu com a cap de llista, va obtenir 2 regidors i un 11,65% dels vots. Unió del poble de la Cava - Ebrencs Independents (UPLC-EBIN), amb Josep Ramon Casanova Bertomeu com a cap de llista, no va obtenir cap regidor.
| Candidatura | Candidatura                                                       | Cap de llista                 | Vots  | Regidors | % vots |
| ----------- | ----------------------------------------------------------------- | ----------------------------- | ----- | -------- | ------ |
|             | Esquerra Republicana De Catalunya Acord Municipal (Esquerra - AM) | Gervasi Aspa Casanova         | 2.483 | 7        | 38,28% |
|             | Convergència i Unió (CiU)                                         | Lluís Soler i Panisello       | 1.960 | 5        | 30,21% |
|             | Partit dels Socialistes de Catalunya Progrés Municipal (PSC-PM)   | José Emilio Bertomeu Río      | 1.025 | 3        | 15,80% |
|             | Partit Popular de Catalunya (PP)                                  | Joan Bertomeu i Bertomeu      | 756   | 2        | 11,65% |
|             | Unió del poble de la Cava Ebrencs Independents (UPLC-EBIN)        | Josep Ramon Casanova Bertomeu | 76    | -        | 1,17%  |
|             | Vots en blanc                                                     |                               | 187   |          | 2,88%  |
|             | Vots nuls                                                         |                               | 92    |          | 1,4%   |
| Total       | Total                                                             | 6.581                         | 6.581 | 17       | 73,89% |

Deltebre forma part de l'Associació de Municipis per la Independència.

## Localitats agermanades
Deltebre està agermanat amb Reinosa (Cantàbria), localitat situada a tres quilòmetres del naixement del riu Ebre, a Fontibre.

## Personalitats
- Romà Casanova i Casanova, bisbe de Vic.